# ブラックガード
ブラックガード（Blackguard)は、カナダ・モントリオール出身のメロディックデスメタル・バンド。2001年に結成し、2007年にデビュー。ニュークリア・ブラスト移籍前までは、プロファガス・モーティス（Profugus Mortis）というバンド名であった。

## 略歴
2001年に、アルキン（ボーカル）、テリー・ディシェンス（ギター）、ジャスティン・イーシアー（ドラムス）の3名で結成。その後、モードレッド（ベース）、アエジス（ギター）、ケレオス（キーボード）が加入。2003年にアエジスが脱退し、エミリー・リヴァーノ（ヴァイオリン）が加入。更に、ケレオスも脱退し、ジョナサン・ルフランソワ＝ルデュク（キーボード）加入する。同年に1stデモ『United Under A Shadowed Nightsky』をリリース。2004年に、アルキンとモードレッドが脱退し、ポール・アブレイズ（ボーカル）、エティエンヌ・マイルークス（ベース）が加入。
2007年に、地元のレコードレーベル・Prodiskから1stアルバム『...So It Begins』をリリースしデビューする。2008年にヴァイオリニストのエミリー・リヴァーノが脱退し、Les Bâtards du Nordへ移籍する。同年には、1stEP『Another Round』をレコーディングするが、その際にキム・ゴスリン（リードギター）が加入している。同年に、『Another Round』をリリース。日本では、1stアルバムと1stEPがカップリングされた2CD仕様でSTAY GOLDから、日本盤がリリースされデビューを果たした。
しかし、バンド名のProfugus Mortis（ラテン語で「死の逃亡者」を意味する）が、ヨーロッパでは、「亡命者」や「移民の殺害」ととられる可能性があり、バンド名を変更せざるを得なくなった。そのため、バンド名をBlackguard（英語で「ごろつき」の意）に変更。ニュークリア・ブラストと契約する。2009年に、旧バンド名を冠した2ndアルバム『Profugus Mortis』をリリース。
2010年に、キーボーディストのジョナサン・ルフランソワ＝ルデュクが脱退する。この脱退を受けて、オーケストレーションをキム・ゴスリンが担うようになる。2011年に3rdアルバム『Fireflight』をリリース。2012年6月、リードギタリストのキム・ゴスリンが脱退し、ルイ・ジャック（リードギター）が加入した。
2013年10月末、10年弱ベーシストを務めたエティエンヌ・マイルークスが脱退したことが発表された。ポール・アブレイズの双子の兄弟であるデイヴ・アブレイズ（ベース）が加入した。ただし、エティエンヌ・マイルークスは同年中頃のツアーの時点で不参加となっており、この際にはニック・アヴィラがサポートとして参加している。また、年末のツアーにルイ・ジャックが健康上の理由から参加しないことも併せて発表された。このため、ツアーにはユア・ラスト・ウィッシュなど活動する、デイヴィッド・カダヴァー・ガニエがサポートとして参加する。
2020年1月、8年ぶりの新作として4thアルバム『Storm』をデジタルアルバムとしてリリースした。また正確な時期は不明だが、この時点でルイ・ジャックとデイヴ・アブレイズがフェイスブックのメンバー一覧から削除されている。
2024年5月、14年前に脱退したルフランソワ＝ルデュク (Key)の復帰と、ダヴィッド・ガニエ (Lead G)とヴァンサン・アーノワ (B)の加入が発表された。

## メンバー

### 現メンバー
- ポール・アブレイズ (Paul "Ablaze" Zinay) - ボーカル（2004年 - ）
- ダヴィッド・ガニエ (David Gagné) - リードギター (2024年 - )
元々ライヴサポートとして参加していた。ユア・ラスト・ウィッシュやホロウなどで活動。
- テリー・ディシェンス (Terry Deschenes) - リズムギター（2001年 - ）
- ヴァンサン・アーノワ (Vincent Harnois) - ベース (2024年 - )
- ジョナサン・ルフランソワ＝ルデュク (Jonathan Lefrancois-Leduc) - キーボード（2003年 - 2010年、2024年 - ）
Ex Deoで活動中。
- ジャスティン・イーシアー (Justine Ethier) - ドラムス（2001年 - ）

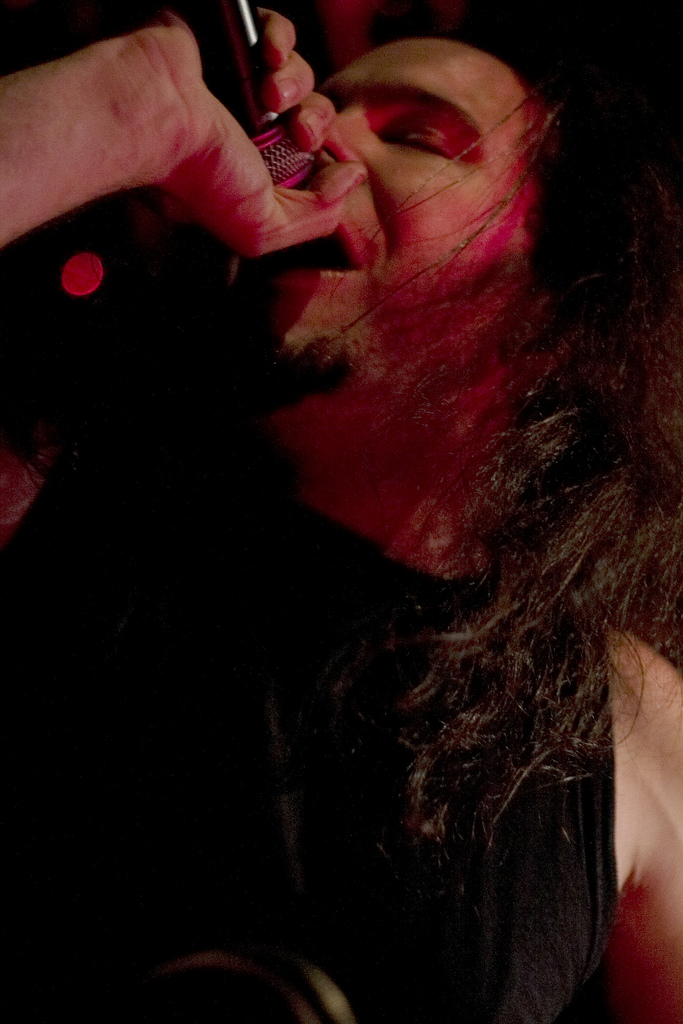
ポール・アブレイズ(Vo) 2009年
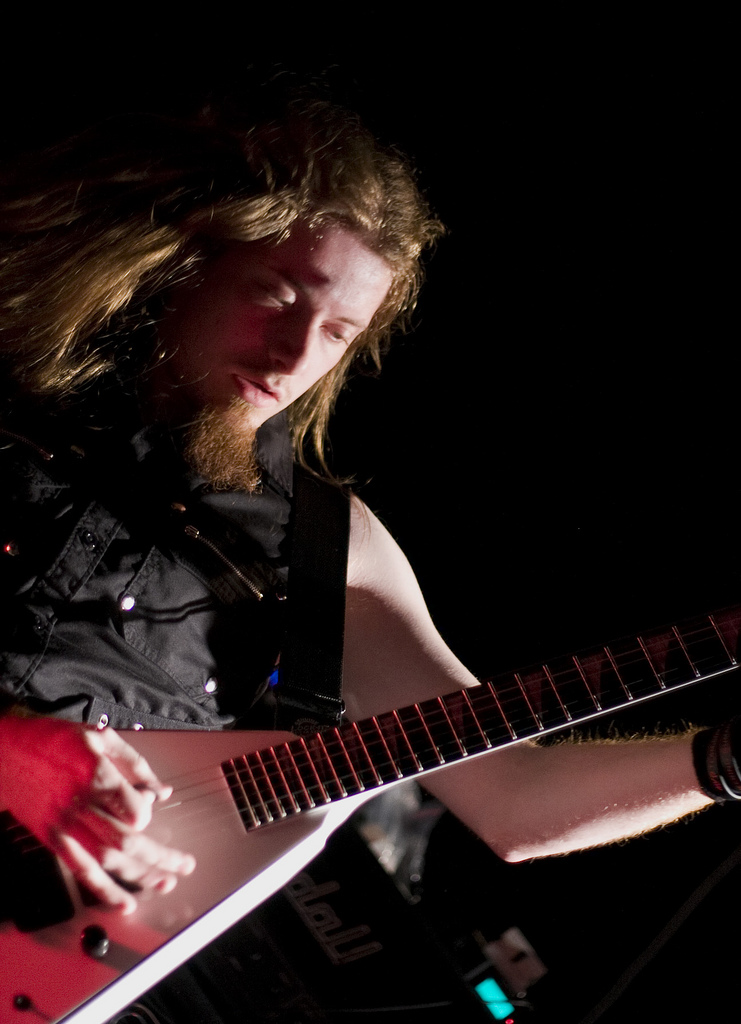
テリー・ディシェンス(G) 2009年

### 旧メンバー

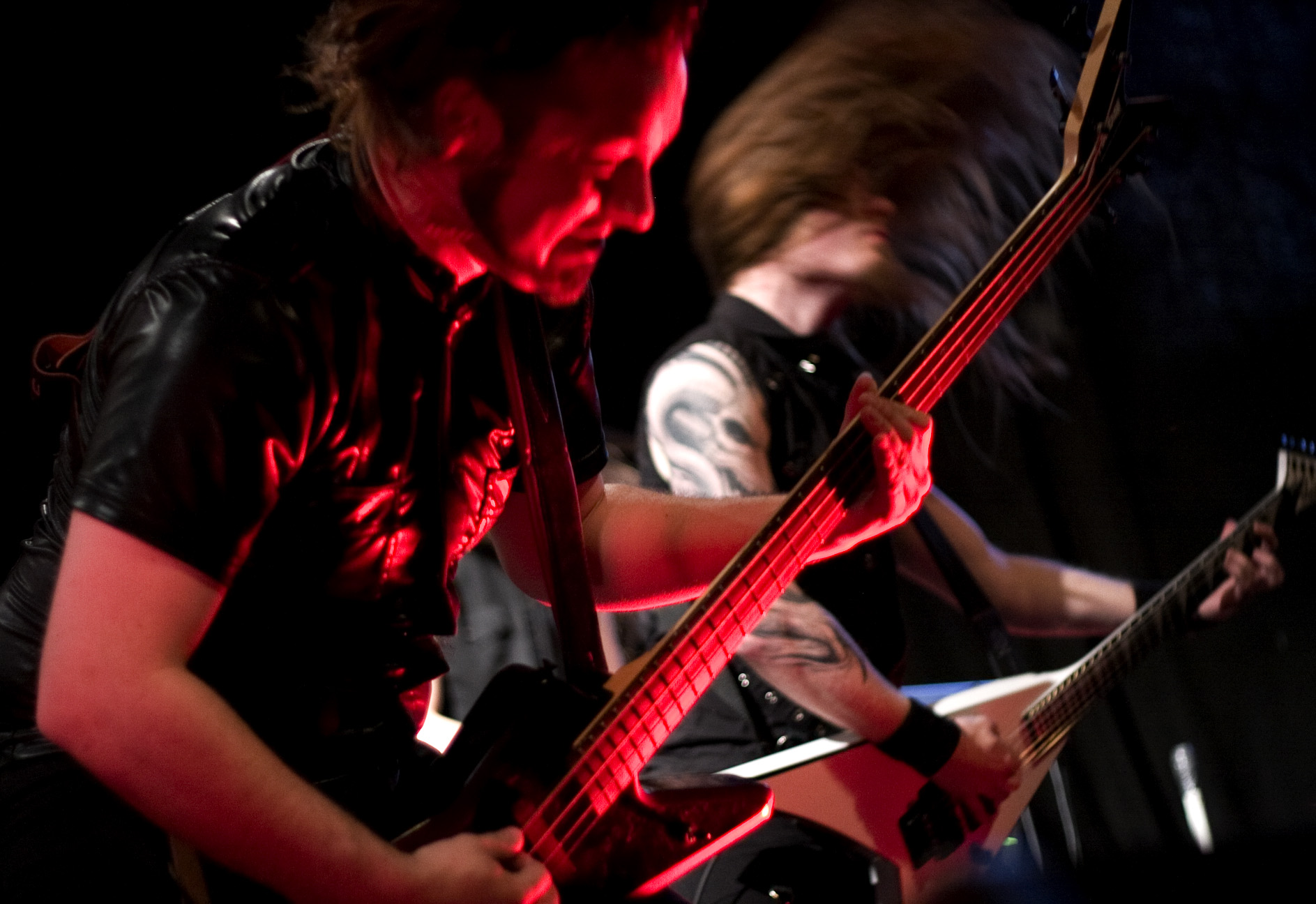
エティエンヌ・マイルークス（左） 2009年

- アルキン (Alkin) - ボーカル（2001年 - 2004年）
プロファガス・モーティス (Profugus Mortis)時代のみの在籍。
- アエジス - ギター（2001年 - 2003年）
プロファガス・モーティス (Profugus Mortis)時代のみの在籍[8]。
- キム・ゴスリン (Kim Gosselin) - リードギター、オーケストレーション（2008 - 2012)
- ルイ・ジャック (Louis Jacques) - リードギター（2012年 - ?）
- モードレッド (Mordred) - ベース（2001年 - 2004年）
プロファガス・モーティス (Profugus Mortis)時代のみの在籍。
- エティエンヌ・マイルークス (Étienne Mailloux) - ベース（2004年 - 2013年）
- デイヴ・アブレイズ (Dave "Ablaze" Zinay) - ベース（2013年 - ?）
- ケレオス - キーボード（2001年 - 2003年）
プロファガス・モーティス (Profugus Mortis)時代のみの在籍[8]。
- エミリー・リヴァーノ (Émilie Livernois) - ヴァイオリン（2003年 - 2008年）
プロファガス・モーティス (Profugus Mortis)時代のみの在籍。脱退後、Les Bâtards du Nordで活動していた。

### サポートメンバー
- ニック・アヴィラ (Nick Avila) - ベース（2013年）
2013年中頃のツアーにエティエンヌ・マイルークスの代わりに参加[5]。
- ダヴィッド・カダヴァー・ガニエ (David "Cadaver" Gagné) - ギター（2013年）
2013年末のツアーにルイ・ジャックの代わりに参加[4]。後に正式メンバーとして加入した。

## ディスコグラフィー
- 2009年 Profugus Mortis
- 2011年 Firefight
- 2020年 Storm

### プロファガス・モーティス (Profugus Mortis名義)
- 2003年 United Under A Shadowed Nightsky (Demo)
- 2004年 United Under A Shadowed Nightsky (Single)
- 2005年 Demo
- 2006年 ...So It Begins
- 2008年 Another Round (EP)